# Battistini (estación)
Battistini es la estación terminal noroccidental de la línea A del Metro de Roma. Se encuentra en la intersección de la Via Mattia Battistini con la via Ennio Bonifazi. Recibe el nombre en honor a Mattia Battistini, célebre barítono italiano.

## Historia
La estación fue inaugurada el 1° de enero de 2000 como la nueva estación terminal noroccidental de la línea A.